# Regionalizam
Regionalizam je vrsta političke ideologije koja se usredotočuje na interese neke regije ili skupina regija, koje mogu biti tradicionalne ili formalne i koje su dio nekakve administrativne podjele neke države ili druge upravne vlasti. Cilj regionalista jest jačanje političke moći regije unutar države, bilo kroz dobivanje nekakve vrste ograničene političke autonomije (decentralizacija ili devolucija) ili kroz radikalne mjere kao što su: autonomija, separatizam, nezavisnost.

## Osnovne polemike
Regionalisti se obično zalažu za labave federacije ili konfederacije nauštrb unitarnoj državi sa snažnom središnjom vladom. Zagovornici regionalizma opravdavaju svoja uvjerenja da regionalizam u stvari jača demokratsku vlast kroz bolje korištenje različitih resursa te da povećava učinkovitost i boljitak regije, a sukladno s tim i boljitak cijele države. Protivnici ovog mišljenja u regionalizmu vide sitne interese koji prevladaju nad interesima cijele države, primjerice umnogostručavanje administracije te odvajanje sredstava i ljudstva za projekte i programe koji imaju ograničenu korist. Regionalizam se također vidi kao način uništavanja univerzalizma unutar neke države i kao podvlađivanje sitnim interesima bučnim manjinama.
Regionalizam također stvara mnoga cijepkanja, tako da se više vremena provede glede manjih problema regija nego da se sredstva i vrijeme koriste za rješavanje problema na makro razini. Kao politički trend, regionalizam je u porastu od 1990-tih u Europskoj uniji. Regionalizam kroz fragmentaciju i odvajanje resursa može prerasti u političku, ekonomsku i na kraju socijalnu diskriminaciju. 

## Regionalističke i regionalne stranke
Regionalističke stranke su one političke stranke koje zagovaraju autonomiju regije iz koje oni dolaze, dok regionalne stranke su političke stranke čije je članstvo, politički program i politička moć koncentrirana na jednu manju zemljopisnu regiju neke države. Sve regionalističke stranke su i regionalne stranke, dok je samo dio regionalnih stranki regionalistički usmjeren. Mnoge regionalne stranke i regionalističke stranke zbog svog uskog opsega nemaju dovoljno političke snage niti glasova da bi mogli imati utjecaja pa unutar parlamenta neke države obično stvaraju koalicije s manjinskim vladama ili traže koalicijskog partnera da bi došli do izražaja.

## Primjeri
Regionalističke stranke su na primjer:
- Istarski demokratski sabor

Primjer regionalnih stranka su:
- Primorsko-goranski savez
- Splitska stranka umirovljenika

## Ekonomski regionalizam
Mnogi proizvođači, osobito proizvođači medijskih produkata koriste regionalizam da bi poboljšali svoj profit kroz regionalnu podjelu koja se provodi preko medija (npr. regijska podjela DVD-a)i medijskih uređaja gdje su potrošaći pojednih regija ograničeni s izborom i gdje su primorani platiti određenu obično veću cijenu.